# La Chapelle-Lasson

La Chapelle-Lasson este o comună în departamentul Marne, Franța. În 2009 avea o populație de 86 de locuitori.